# Йордан, Ян Петр
Ян Петр Йордан (нем. Jan Petr Jordan; 15 февраля 1818, Чешкецы (ныне в составе коммуны Гёда), Королевство Саксония — 20 мая 1891, Вена) — германский филолог-славяновед, по происхождению серб-лужичанин.

## Биография
Родился 15 февраля 1818 года в серболужицкой деревне Чежкецы. В 1830 году поступил в Лужицкую семинарию в Праге, которую окончил в 1836 году, после чего до 1840 изучал теологию в Карловом университете, учился также у Вацлава Ганки. В 1837 г. опубликовал первую статью о лужицких сербах, в 1841 г. напечатал «Грамматику сербовендcкого языка в Верхней Лужице» (нем. Grammatik der wendisch-serbischen Sprache in der Oberlausitz). В следующем году по политическим мотивам вынужден был покинуть Прагу и обосновался в Лейпциге, где в 1843 году основал первый немецкий журнал, посвящённый изучению движения славян: «Jahrbücher für slavische Literatur, Kunst und Wissenschaft». В 1841 году был одним из инициаторов издания литературной газеты «Jutnička», которая в июне 1842 года была преобразована в еженедельник «Tydźenska Nowina». Читал в Лейпцигском университете лекции по славяноведению. С 1843 года издавал в Лейпциге научный журнал «Jahrbücher für slavische Literatur, Kunst und Wissenschaf». Опубликовал «Историю русской литературы» (нем. Geschichte der russischen Literatur; 1846), издал чешско-немецкий и польско-немецкий словари. Под его именем издал несколько своих сочинений чешский писатель Клацель.